# Filmwelt Collection
Die Filmwelt Collection mit Sitz in Bakede, Bad Münder (Niedersachsen) ist die mit rund 150.000 Stücken weltweit größte Sammlung von Science-Fiction-Objekten mit einem Schwerpunkt auf Star Trek. Die Sammlung wurde von Martin Netter zusammengetragen und auf einer Fläche von 2500 Quadratmeter untergebracht.
Netter betrieb von 1978 bis 2004 einen Science-Fiction- und Film-Laden in Berlin. 2009 eröffnete er eine damals noch kleinere Ausstellung in Lauenau. Später zog er nach Bakede um.

## Die Sammlung
Die Sammlung besteht aus Original-Requisiten, Filmkostümen, Kulissen, aber auch Drehbüchern, Set-Fotos und Produktionsunterlagen und umfasst mehr als 150.000 Exponate aus 100 Jahren Filmgeschichte. Sie wird nach wie vor durch laufende Auktionen ergänzt.
2005 entschieden die Filmstudios Paramount Pictures, alle noch vorhandenen Filmrequisiten aus den Star-Trek-Filmen und -Serien über das Auktionshaus Christie’s in New York zu verkaufen. Netter erwarb u. a. das Original-Cockpit des Shuttle NX-01 aus der Serie Enterprise sowie große Teile des Film-Archivs und Original-Filmkulissen – darunter die Raumschiffbrücke der Klingonen.
In den darauffolgenden Jahren bis 2009 wurde der restliche Lagerbestand von der amerikanischen Firma It's a wrap im Auftrag von Paramount über ein online-Auktionshaus angeboten. Netter ersteigerte den aus weiteren tausenden Original-Kostümen, Filmrequisiten und Filmkulissen umfassenden Bestand.
Auch direkt bei Paramount konnte er weitere Teile der Film-Sets wie Konsolen eines Suliban Cell Ships, komplette Crew Quartiere, die komplette Make-up-Abteilung mit tausenden Formen für Masken und Produktionsmaterial, das Wardrobe Department mit allen Schnittmustern, Kostümstoffen, Schneiderpuppen und das dazugehörige Mobiliar erwerben. Ferner umfasst seine Sammlung u. a. Kostüme, Uniformen, Phaser, Tricorder, Alien-Masken, Computer-Terminals, Set-Fotos und Produktionsskizzen, u. a.
Netter stellt regelmäßig aus und zeigt seine Sammlung als Wanderausstellung auf Veranstaltungen wie Star Trek Conventions und Fantreffen im In- und Ausland.
- Star Trek Convention in Las Vegas, USA und London, UK,
- Star Trek: The Exhibition Road Tour in Nürnberg und Berlin,
- Star Trek Destination in London, UK und Frankfurt a. M.,
- The Starfleet Academy Experience in Kanada und den USA,[3]
- Movie Park Germany in Bottrop,
- Dornier-Museum in Friedrichshafen (28. Oktober 2016 bis 8. September 2017),[4]
- Star Trek: The Exhibition in Blackpool, UK.

Durch Exponate unterstützt Netter auch große, internationale Ausstellungen. Nach Ablauf der in 2016/2017 stattfindenden Ausstellung Star Trek: The Exhibition in Blackpool, UK, mietete Martin Netter im Jahr 2018 die dortige Ausstellungsfläche an und betrieb sie in eigener Regie weiter. Seine Original-Exponate waren bereits als Hauptbestandteil der Ausstellung Star Trek The Exhibition zu sehen.
Die Sammlung ist derzeit im Filmwelt Center untergebracht, zusammen mit einem Online-Shop. Teile der Sammlung sind auch unter dem Namen Filmworld in den USA eingelagert.

## Der Gründer
Martin Netter (* 1. Januar 1960 in Lindau am Bodensee) ist Gründer der Filmwelt Berlin sowie Manager und Vorsitzender des Filmwelt Centers. Neben seinem Ladengeschäft in Berlin baute er ab 1993 den Handel mit Merchandising- und Lizenz-Artikeln auf. Von 1993 bis 1998 hielt er Lizenzen für Star Wars, von 1993 bis 2005 für Star Trek, von 1994 bis 2000 Babylon 5 sowie für Star Trek The Exhibition, Star Trek World Tour, Star Trek Federation Science European Tour, Space Center Bremen und als Ausstatter für Paramount Home Entertainment.
Netter wird zu Vorträgen, Diskussionen und Zeitungs-Interviews sowie zu Fernseh- und Radiosendungen eingeladen. Er trat z. B. in Planet Wissen und TV total auf.
Netter hat es sich zur Lebensaufgabe gemacht, Star Trek, die Vision von Gene Roddenberry, am Leben und somit ein Stück Filmgeschichte für die Nachwelt zu erhalten. Er engagiert sich dafür, seine Sammlung zu konservieren und der Öffentlichkeit zugänglich zu machen.
Netter unterstützt ein internationales Netzwerk. Durch den Erhalt des Kulturgutes und die daran interessierte große Fan-Gemeinschaft sowohl im Inland als auch im Ausland werden Freundschaften und Beziehungen über alle Grenzen und die Vielfalt der Menschheit hinaus geschaffen.
Martin Netter ist verheiratet mit Beate Netter und hat drei Kinder. Beate Netter war von 1991 bis 2000 verantwortlich für den Science Fiction Sammler Service, seit 2001 ist sie Geschäftsführerin der Filmwelt Distribution GmbH. Sie leitet auch den Filmwelt Shop.

## Filmwelt Center Verein
Der 2017 gegründete Filmwelt Center Verein ist Träger eines von der EU geförderten Museumsbaus. Das Museum mit Filmwerkstatt und Filmarchiven soll auf einer Fläche von 1200 Quadratmetern den Unterhalt und Fortbestand der Sammlung sichern. Der Verein wird von Netters Sohn Maximilian Netter geleitet.